# 日本軍によるアンダマン・ニコバル諸島の占領

アンダマン・ニコバル諸島の位置

上部がアンダマン諸島、下部がニコバル諸島。中央の拡大図はポートブレア周辺

日本軍によるアンダマン・ニコバル諸島の占領(にほんぐんによるアンダマン・ニコバルしょとうのせんりょう)は、1942年（昭和17年）3月下旬の日本軍によるアンダマン諸島の占領に始まり、1945年8月に大日本帝国が連合軍に降伏し、同年9月にイギリスが両諸島を再占領するまで続いた。
期間中、アンダマン・ニコバルにおける戦没者数は、陸軍900人、海軍1500人。終戦後に陸軍1万7000人、海軍600人が復員を果たした。

## 日本軍の諸島占領

### 背景
1942年（昭和17年）1月中旬、日本軍はビルマ攻略作戦を実施しようとしていた（1月22日、大陸命第590号）。ビルマに投入予定の日本陸軍のうち一部は輸送船で移動することに決定し（あるいは予定変更され）、陸軍・海軍中央協定により連合艦隊（司令長官山本五十六大将）と第一南遣艦隊（司令長官小沢治三郎中将、馬来部隊指揮官）が輸送に協力することになった。日本海軍もビルマ作戦支援の観点から、南雲機動部隊（司令長官南雲忠一第一航空艦隊司令長官）をインド洋に投入することを検討した。
アンダマン諸島の占領は開戦前の計画には正式にとりあげられておらず、日本陸軍の一部に「マレー作戦の側面掩護という意味合いで、アンダマン諸島を攻略すべき」との意見があった。また連合艦隊の第二段作戦計画においてインド洋通商破壊作戦実施の関係上「作戦状況許す限り速かに占領または破壊せんとする地域の一つ」にあげられている程度だった。だがビルマ海上輸送を行うにあたり、海上交通保護・護衛の観点から、マラッカ海峡の啓開・北部スマトラ島の攻略・ビルマとスマトラを結ぶ南北の線上にあった英領インド帝国アンダマン・ニコバル諸島の占領が重要視されるに至った。南アンダマン島南東部のポートブレアには、飛行場と港湾施設があった。イギリス軍の守備隊は一個中隊ほどで、1942年1月にグルカ大隊と交代していた。なおラングーン陥落後の3月12日、イギリス軍はアンダマン島守備隊の撤退を決定した。
2月4日、軍令部は連合艦隊にアンダマン諸島の攻略を内報した。2月7日、大本営陸軍部は大陸命第598号と大陸指第1102号によりアンダマン諸島方面要域の攻略を命じた。
同日、大本営海軍部は大海令第15号と大海指第52号により、連合艦隊にアンダマン諸島の攻略を命じた。
2月19日、南方軍（総司令官寺内寿一陸軍大将）は第25軍（司令官山下奉文陸軍中将）と関連部隊に対し、中部・北部スマトラおよびアンダマン諸島の占領を命じる。
またビルマ作戦およびアンダマン作戦に関する陸海軍協定（協定第七号、協定八号）が結ばれた。スマトラ作戦は「T作戦」、アンダマン作戦は「D作戦」、ビルマ作戦は「U作戦」（集合点はシンガポールおよびペナン、上陸点はラングーン）と呼称された。
第25軍と第一南遣艦隊の協議により、アンダマン作戦の上陸作戦は川崎晴実海軍大佐が指揮し、第18師団の歩兵一個大隊（林礪三陸軍大尉、歩兵第56聯隊第二大隊）が協力することになった。
日本海軍の北部スマトラ・アンダマン・ビルマ攻略部隊は、3月初旬までにシンガポールに集結した。
3月8日夕刻、馬来部隊各部隊・各艦は近衛師団と海軍基地設営隊が乗船した輸送船団を護衛して、漸次シンガポールを出発した。
3月12日、作戦部隊は北部スマトラ島の二ヶ所に上陸して、各地の要所を占領した。輸送船団の護衛に従事していた馬来部隊は、アンダマン作戦とビルマ輸送作戦に備えて川内・由良・香椎などはペナンへ、一部はシンガポールへ移動した。

### D作戦

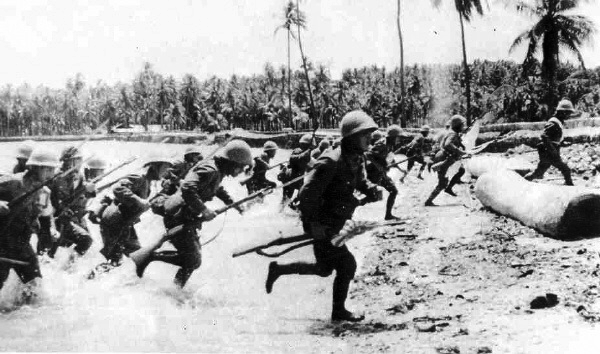
アンダマン諸島に上陸する日本軍（1942年3月）

馬来部隊がT作戦（北部スマトラ作戦）に続いて実施したのが、D作戦（アンダマン攻略作戦）とU作戦（ビルマ輸送作戦）であった。
3月20日午前8時以降、アンダマン攻略部隊（輸送船〈宏川丸、衣笠丸、國川丸〉、海軍第12特別根拠地隊分遣隊（2月15日に編成された）、第9特根拠地隊の一部兵力、陸軍歩兵第56連隊第2大隊、大発動艇4隻、特設監視艇2隻）は、馬来部隊第一護衛隊（指揮官橋本信太郎第三水雷戦隊司令官、旗艦「川内」）指揮下の各部隊・各艦（巡洋艦〈川内、由良〉、第19駆逐隊第1小隊〈浦波、磯波〉、第20駆逐隊〈夕霧、天霧、朝霧、白雲〉、駆潜艇）に護衛され、ペナンから出撃した。進撃中、第1掃海隊が合流した。
攻略部隊を小沢長官直率の馬来部隊主隊（旗艦〈鳥海〉、第四航空戦隊〈龍驤〉、第七戦隊〈熊野、鈴谷、三隈、最上〉、第40航空隊、相良丸、山陽丸）が支援した。
3月23日0630、アンダマン攻略部隊はポートブレア付近に上陸した。アンダマン諸島の英軍の主力部隊は日本軍の作戦より前に撤退していたため、日本軍はほとんど抵抗なく、ポートブレア港周辺を占領した。英国人23人、インド兵300名を捕虜とした。英軍機小数機が飛来したが、攻略部隊に被害はなかった。
港湾の制圧とともに、東港航空隊の九七式飛行艇7機が、ただちにポートブレアへ進出する。またイギリス軍が敷設した機雷の処理がおこなわれ、アンダマン攻略は30日までに終了した。
4月3日、アンダマン諸島の警備は日本海軍の担当となる。第12特別根拠地隊がアンダマン諸島に駐留し、海軍基地航空隊の拠点として機能した。
4月15日、陸軍（林大隊）はポートブレアを出発し、17日にラングーンに到着した。
また同年6月13-14日、日本軍はニコバル諸島を無血占領した。

### 防衛拠点化
日本海軍は、1942年4月初旬に南雲機動部隊によるセイロン島空襲及びイギリス東洋艦隊攻撃を並びに馬来部隊によるベンガル湾機動作戦を実施し、イギリス軍に打撃を与えた。イギリス東洋艦隊は東アフリカとマダガスカルに後退した。8月初旬にも巡洋艦と水雷戦隊による通商破壊作戦「Ｂ作戦」を実施予定だったが、連合国軍がソロモン諸島（ガダルカナル島、フロリダ諸島）に来攻してガダルカナル島の戦いがはじまり、水上戦力は南東方面に転用された。南西方面の航空兵力もガダルカナル島奪還作戦に転用するため、半減されることとなった。以後、日本海軍がインド洋で実施した作戦は潜水艦による通商破壊作戦にとどまった。
一方、インドの米英空軍はこの頃から基地の拡大や新鋭機の投入によりインド洋における航空兵力を増強しつつあった。インド洋の防備強化を迫られた日本軍は、1942年6月下旬にアンダマン・ニコバル諸島を海軍の直接防衛担当地域とし、同年9月26日に第12特別根拠地隊司令部をビルマのラングーンからポートブレアに移した。同年12月12日には陸軍近衛第3連隊第3大隊がポートブレアに増派された。

### 兵力増強とカーニコバル島の飛行場建設
1943年5月にニコバル諸島方面の基地調査結果がまとまり、カーニコバル島、カモルタ諸島のトリンカット島は飛行場建設、カモルタ諸島のナンコーリ（Nancowry）湾は水上機等の適地とされた。同年7月にカーニコバル島、ナンコーリ島に基地建設のための先遣隊が送られた。同じ7月に陸軍は防衛調査の結果として近衛師団からアンダマン・ニコバル諸島への兵力増強を決め、翌8月にアンダマン諸島に約3,200人、カーニコバル島に約1,200人の守備隊を増派した。カーニコバル島には海軍の設営隊約1千人も増派され、突貫工事で、島民も動員して滑走路が建設された。同年9月に第一飛行場第一滑走路が完成し、311空1個中隊（零戦9機）が配された。

## インド独立連盟とスパイ事件
アンダマン諸島では、1942年4月にインド独立連盟の支部が結成され、6月には島の青年を糾合してインド国民軍が組織された。インド独立連盟は反英独立の啓蒙活動を行い、島民に影響力を及ぼしていた。日本軍はこれらの活動を承認し、公式の集会に日本軍の関係者が出席し、インド国民軍の訓練に加わるなどしていた。
1943年1月、英軍のデニス・マッカーシーは、潜水艦でアンダマン諸島に上陸し、かつての部下であり、日本軍の下で働いていたインド人軍事警官を通じて、島内で情報収集活動を行う一方で、「インド独立連盟の中に英軍のスパイがいる」という偽情報を流した。マッカーシーが収集した情報によって英軍機が日本軍の軍事施設や艦船を正確に攻撃するようになったこともあり、疑心暗鬼になった日本軍は、1943年1月22日にナラヤン・ラオをはじめ55人のインド独立連盟のメンバーを逮捕し、拷問により1人を殺害、7人を同年3月30日にアバルディン（Aberdeen）村の海岸で銃殺した。
1943年10月には、日本軍はスパイ容疑により更に大規模に住民を逮捕し始め、インド独立連盟アンダマン支部の議長デワン・シン博士をはじめ、総勢630人以上を逮捕した。住民の逮捕は翌1944年1月まで続けられた。逮捕された独立連盟の指導者らは、日本軍から拷問を受け、英軍のスパイであることを自白するよう迫られた。デワン・シンは1944年1月13日に獄中で死亡した。同月30日には被疑者44人がポートブレアから十数キロ離れた丘で銃殺され、遺体はホムフレイグンジ（Humferygunj,HomfraygunjないしHomfreyganj）村付近に埋められた。

## スバス・チャンドラ・ボースの来訪と自由インド仮政府
1943年10月にインド独立連盟によって創設された自由インド仮政府の主席となったスバス・チャンドラ・ボースは、翌11月6日に東京で開催された大東亜会議において日本の東条英機首相から「現在日本軍が占領しているインド領アンダマン・ニコバル諸島を近く自由インド政府に帰属させる用意がある」旨の言明を受け、同年12月29日にアンダマン島を訪れた。
ボースは海軍第12特別根拠地隊の石川茂司令官と会談し、仮政府の代表団をアンダマン島に派遣駐在させることと、代表団の次席を海軍民政部の総務課長に就任させることを申し入れた。日本軍側は、前者には合意したが後者は軍事機密を扱うことを理由に反対し、結局民政部に新たに「文教課」を設け、仮政府の人士が文教課長とその他各課の分担勤務に就くことで合意した。
翌1944年2月12日、合意に基づいて自由インド仮政府のA.D.ロガナダン軍医少尉以下5名がアンダマン島に来島し、駐在所を開設した。同年9月8日にロガナダン代表、翌1945年6月末に他の駐在員に帰還命令が出され、1945年8月2日に全員が英軍の攻撃の間隙を縫ってシンガポールへ帰還した。
ボースがアンダマン・ニコバル諸島の自由インド仮政府への帰属を求めたのは、統治機構と統治対象となる領土、領民を得ることで、自由インド仮政府に国家としての合法性を持たせるためだったと考えられている。自由インド仮政府によるアンダマン・ニコバル諸島の統治への関与は、日本軍の軍政に関与する形で実現をみたものの、1年余で解消されることとなった。日本の敗戦に至るまで、軍政を廃止し正式に統治を移管するには至らなかった。

## イギリス軍の反攻

### イギリス軍機の来襲
1943年9月8日にイタリアが連合軍に無条件降伏した結果、イタリア軍やドイツ軍の地中海や中東、北アフリカにおける戦力が削減されたため、余裕ができた連合軍はインド洋での攻勢を強めた。日本軍の輸送船がインドなどから飛来したイギリス軍機に襲撃され、アンダマン・ニコバル諸島にもイギリス軍機が来襲するようになった。同年8月23日、カーニコバル島へ陸軍の守備隊を輸送した貨物船屏東丸は、揚陸作業中にイギリス軍機B24の爆撃を受けて沈没し、船長以下36名が戦死、輸送してきた武器・弾薬等と食糧の大半を失った（屏東丸事件）。同年9月22日、30日にはカーニコバル島、10月1日には南アンダマン島ポートブレアとスマトラ島サバンにイギリス軍機が来襲した。

### 上陸作戦
イギリス軍は、1943年の後半にアンダマン・ニコバル諸島への上陸・占領作戦（バッカニア(Buccaneer)作戦）を検討していたが、同年末のカイロ会談・テヘラン会談によりソ連の対日参戦が決まって対中支援の意義が薄れ、ノルマンディー上陸作戦に舟艇を集中させることになったため、1944年1月にインド洋での上陸作戦中止を決定した。
しかし1944年3月に、日本軍とインド国民軍によるインパール作戦が始まると、英軍はビルマから陸路マレーへ進撃する作戦を有力視するようになった。他方で英軍は機動部隊による北スマトラへの攻撃を検討し、アンダマン・ニコバル諸島に対しては飛行機などの消耗を強いるための陽動作戦として機動部隊による攻撃が行われることになった。
同じ頃日本軍は、ビルマではインパール作戦により日本軍が攻勢に出るため、英軍はアンダマン・ニコバル諸島を攻略して航空基地を設け、マレー半島に上陸しようとするとの見方を有力視していた。1944年2月、アンダマン・ニコバル諸島への上陸作戦を想定して現地守備隊が独立混成旅団に増強編成されることになり、同年5月に第35-37旅団がそれぞれアンダマン島ポートブレア、カーニコバル島、ナンコーリ島に配されて、守備陣地の構築を行うなど迎撃戦の準備を進めた。
こうして諸島の防御体制は強化されたが、この頃海軍の戦力を太平洋戦域に取られていたインド洋全体の日本軍は、制海・制空権を失う最終段階を迎えつつあった。

### 英軍機動部隊の攻撃
1944年4月16日にツリンコマリを出撃した連合軍は、スマトラ島北端のサバンを攻撃し、以後英国東洋艦隊はインド洋で機動部隊による日本軍への攻撃を強めた。アンダマン島には1944年6月21日に大規模な空襲があり、英潜水艦が補給を遮断し、またポートブレアを砲撃した。
アンダマン諸島では、英軍の輸送船襲撃により同年9月を最後に大型船による輸送が途絶し、同年11月のスマトラからの給糧船を最後に食糧の輸送が途絶えた。カーニコバル島は1944年10月に初めてイギリス機動部隊による本格的な攻撃（第一次攻撃）を受け、以後はアンダマン島との連絡が途絶えがちになった。翌1945年4月30日から5月4日にかけて再びイギリス機動部隊の大規模な攻撃（第二次攻撃）があり、イギリス軍の上陸作戦に備えてゲリラ戦の準備が進められた。
イギリス海軍などによる襲撃には以下のようなものがあった。
- 1944年6月21日、空母「イラストリアス」搭載機がアンダマン諸島ポートブレアを空襲（ペダル作戦）[67]
- 1944年10月17日から19日にかけて空母「インドミタブル」、「ヴィクトリアス」、巡洋戦艦「レナウン」などからなる部隊がニコバル諸島カーニコバル島、ナンコーリ島に対して航空攻撃および艦砲射撃を行った（ミレット作戦）[68]
- 1945年2月24日、駆逐艦4隻による海上交通破壊作戦（サファイス作戦）中にアンダマン諸島の北にあるグレートココ島を砲撃[69]
- 1945年3月3日、上記と同じ部隊による同様の作戦（トレイニング作戦）中にポートブレアを砲撃[70]
- 1945年3月19日、駆逐艦3隻によるトランスポート作戦中スチュワード・サウンドで日本軍と交戦し駆逐艦2隻が被弾[71]
- 1945年3月26日、オンボード作戦中の駆逐艦4隻などの攻撃によりポートブレアへ向かっていた船団（「利水丸」、「天塩丸」、「第三十四号駆潜艇」、「第六十三号駆潜艇」）が全滅[72]
- 1945年4月30日から5月2日および5月6日、7日に戦艦「クイーン・エリザベス」、「リシュリュー」、護衛空母「エンプレス」、「シャー」などからなる部隊がカーニコバル島、ポートブレアなどに対して航空攻撃および艦砲射撃を行った（ビショップ作戦）[73]

## 飢餓と戦犯事件

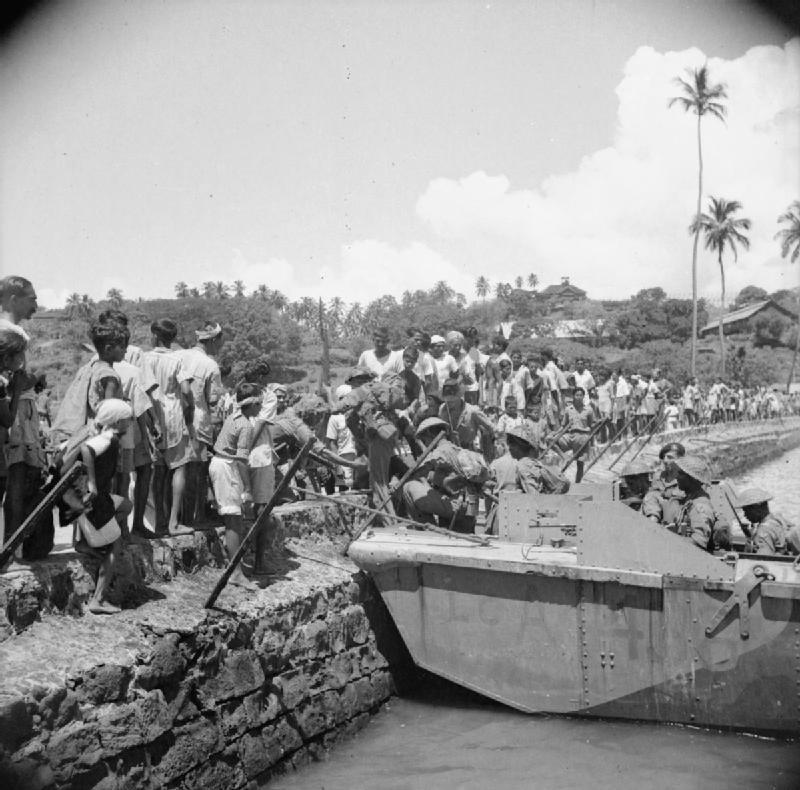
地元住民に歓迎を受けながら再占領の為にポートブレアに上陸する、連合国軍の第一陣（1945年）

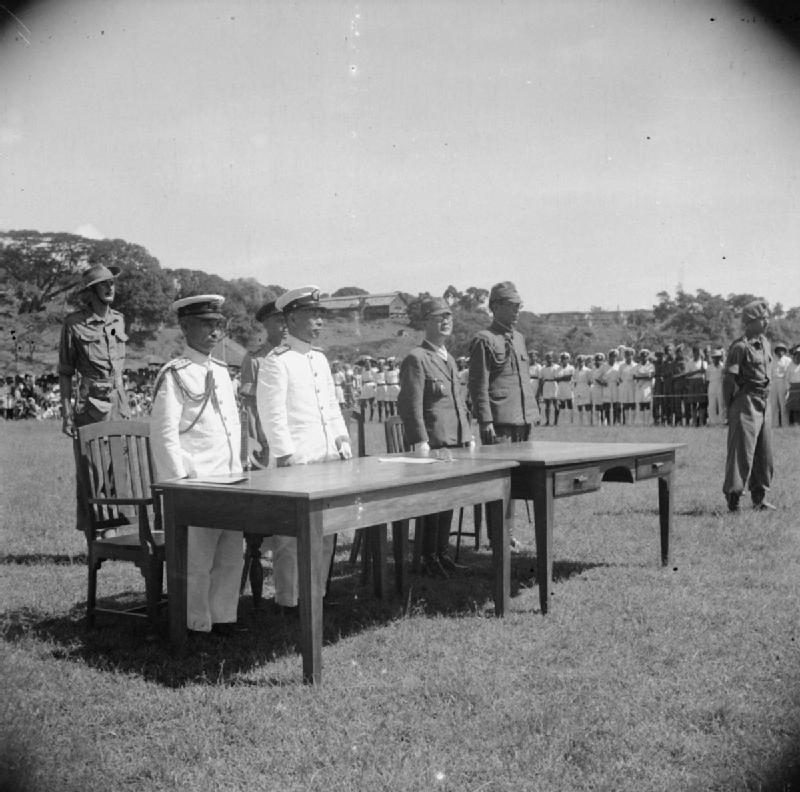
アンダマン諸島での降伏文書の調印式に臨む日本軍の代表団。写真左から海軍第12特別根拠地隊・島崎海軍大佐、同隊・原鼎三司令官、陸軍独立混成第35旅団・佐藤為徳旅団長、同旅団参謀・田沢中佐。調印式は午前10時からポートブレアのジムカーナ運動場で行われた。

### 孤立
1945年5月に日本軍がラングーンを撤退すると、日本軍の内部でも連合軍がアンダマン・ニコバル諸島を攻略せず、直接マレー半島・シンガポールに向かう可能性が高いと考えられるようになった。同月、マレー半島の防衛兵力を増強するため、アンダマン島とナンコーリ島の歩兵約2個大隊半をマレー半島に移送することが計画された。
輸送にあたる重巡洋艦「羽黒」と駆逐艦「神風」は5月14日に出撃したが、16日にイギリス駆逐艦「ソーマレズ」、「ヴェルラム」、「ヴィジラント」、「ヴィーナス」、「ヴィラーゴ」によって発見され、「羽黒」が撃沈されて失敗に終わった（ペナン沖海戦）。一方、雑役船「第二黒潮」と護衛の第57号駆潜艇が13日にナンコーリ島に到着。兵員(400名から500名ほど)を乗せて14日夜に2隻は出港。途中空襲を受けたり、スコールで第57号駆潜艇が「第二黒潮」を見失い、捜索しても見つからないため先行して到着するといったトラブルがあったが、被害のないまま16日にペナンに到着した。
「第二黒潮」と護衛の第57号駆潜艇は6月にも派遣されたが、12日にイギリス駆逐艦「ヌビアン」と「エスキモー」、「パラディン」、「ペン」、「ターター」に発見され、2隻とも撃沈された。この結果、6月14日に兵力転用は中止とされた。
アンダマン・ニコバル諸島の日本軍は遊軍化し、完全に孤立することとなった。

### 食糧難

#### アンダマン諸島
アンダマン諸島では、1944年1月には既に、食糧の支給は所要量の60%しかなされず、所要量の40%は島外からの補給によるもので自給量は20-25%程度しかない状況だった。このため兵員による自給が促され、日課の中に農耕の時間が設けられていた。その後、1944年5月に独立混成旅団の兵員の増強があり、1944年11月には島外からの補給船が途絶えたため、食料事情はより深刻になった。
1945年に入ると兵士への主食の支給量は通常の1/3の量に減らされ、漁撈・農耕に兵力を動員して魚・野菜の採取増をはかったり、野生の鳥獣を捕えて食べたりするようになった。現地住民への主食配給の制限も厳格化されたため、島民に餓死者・栄養失調の者が増加した。軍用米が尽きてきたため、日本軍は、軍で使役していた現地住民約6千人を解雇して自給をはかるよう命じた。
1945年7月末に海軍民政部は島民に対して「8月以降米の配給を停止する」との声明を出し、混乱を阻止するため、「食糧庫を荒らす者、軍民を問わず農場に侵入する者は射殺してよい」と公示したが、実際に食糧を盗もうとして殺される者が相次いだ。このような状況下で、住民の離反も進み、中には禁を犯して島外への脱出を試みる者も出るようになった。

#### ニコバル諸島
カーニコバル島では、1944年末に糧秣の重点補給作戦が決行されて成功していたため、アンダマン諸島に比べて軍糧に余裕があったが、1945年1月にカーニコバル島での決戦を想定してアンダマン諸島から兵員が増強されたこともあり、1945年4月頃には食糧不足が深刻化した。食糧の支給量が極端に減らされ、主食の米飯のかわりにサツマイモが支給され、島内の蛇やトカゲまで捕えて食べるようになった。日本軍は終戦まで食いつなぐことができたが、島民は主食としていた椰子の林が飛行場などの開発のために伐採されていたため、食糧事情はより深刻だった。1945年4月頃から、住民による軍糧米の盗難事件が多発するようになった
。
ナンコーリ島でも英連合軍による空爆の激化により食糧難をきたし、日本軍は食糧の支給量の引下げを行っていた。同島では原住民が主食としていた椰子やバナナの採取を禁じるなどしていたため、他島に比して島民に犠牲を強いることは少なかったとされる。

### 戦犯事件
日本軍がその統治時代にアンダマン・ニコバル諸島で起こした戦犯諸事件は30有余件、被告人数は延べ100余人にのぼる。同諸島での戦争犯罪は発生時期が1944年-1945年の戦争末期に集中しており、終戦で諸島にやってきたイギリス軍が島に残っていた日本軍の戦犯容疑者をまとめて逮捕できたことから起訴件数が多くなったとされる。

#### アンダマン諸島
1945年7月23日夜、上陸用の舟艇を盗んで島外へ逃亡しようとしたビルマ人の現地住民34人（女性や子供を含む）が日本軍に発見・逮捕され、独立混成第35旅団司令部（旅団長・佐藤為徳少将）の命令により、同月25日にポートブレアから所要4,5時間の無人島・タマグリ島に連行され全員が射殺された（第一タマグリ島事件）。また、1945年8月初旬には中アンダマン島で、海軍の舟艇と食糧を盗みラングーンへ逃亡しようとしたビルマ人9人が日本軍に逮捕され、海軍第12特別根拠地隊司令部（司令官・原鼎三中将）の命令により、全員がスチュワードサウンド (Stewart Sound) という場所へ連行され、殺害された（スチュワードサウンド事件）。
1945年8月初旬、海軍第12特別根拠地隊司令部は、南アンダマン島の約400人の住民を強制的に耕地のない無人島ヘブロック島へ移住させた。終戦後の1945年9月21日、この措置が戦争犯罪として問題視されることを恐れて救助に行ったところ、住民の餓死体が折り重なっているのを発見し、救助された生存者は11名のみだった（ヘブロック島事件）。

#### ニコバル諸島
1945年7月、カーニコバル島が3回目の英軍機動部隊による攻撃を受けた際に、日本軍は、英軍が上陸してきた場合に住民が英軍に通じることを警戒して現地住民の指導者ら約200人を島の中央部に軟禁した。ちょうどそのとき軍需米を盗もうとした現地住民をスパイ容疑で拷問して「日本軍が軟禁している島の指導者らに指示されてスパイ行為を行った」旨を自白させ、自白に基づいて同年7月から8月にかけて80余人の現地住民を逮捕・拷問し、拷問により4人を死亡させた上、スパイ容疑者として81人を処刑した（カーニコバル島事件）。
ナンコーリ島では食糧の面で現地住民に犠牲を強いることが少なかったため、戦後に戦争犯罪として問題になった事件はアンダマン島に比べてかなり少なく、3件に止まった。

## 補遺

### 熱帯病
アンダマン・ニコバル諸島には密林・湿地が多く、同諸島を占領した日本軍の間ではマラリア蚊を媒介とするマラリアが流行し、またアメーバ赤痢も蔓延した。マラリアの予防薬としてキニーネが支給されていたが、アメーバ赤痢による強度の下痢でキニーネが吸収されなくなり死亡する例が多かったとされる。ナンコーリ島ではほぼ全員がマラリアに罹っていたところにアメーバ赤痢が流行して千余人のうち百余人が死亡した。カーニコバル島では兵員の8-9割がマラリアに罹患していた。またアンダマン島では現地住民が軍票の受け取りを拒むようになったため、かわりにキニーネを貨幣の代わりにしていたとされる。

### 「慰安所」の設置

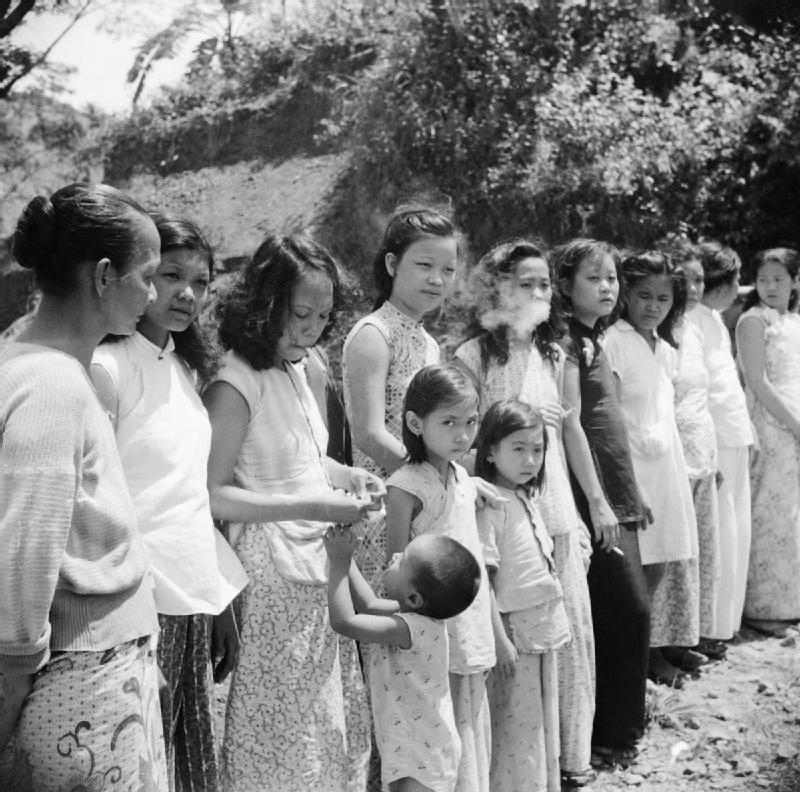
イギリス兵によって撮影された、慰安婦とされる女性たち

アンダマン・ニコバル諸島には「慰安所」が設置され、性労働をする「慰安婦」（いわゆる従軍慰安婦）が送られた。アンダマン島には慰安所が軍直営であったことを示す第12特別根拠地隊司令部「海軍慰安所利用内規」が残っているほか、カーニコバル島には陸軍の慰安所がチュチュッチャとパーカの2ヵ所にあり、インドネシア人女性10余名がいたこと、海軍の慰安所がムースにあり、日本人女性約10名がいたことが兵士の回顧録に記されている。